# Joe Purdy
Joe Purdy is een Amerikaanse folk singer-songwriter die anno 2011 acht albums heeft uitgebracht. Oorspronkelijk komt hij uit Arkansas.

## De band
Purdy's bandleden zijn: Brian Wright, Willy C. Golden, Al Sgro en Deacon.

## Carrière
Purdy's albums Paris in the Morning en You Can Tell Georgia hebben samen wereldwijd 80.000 online single-downloads verkocht. Uit zijn volledige catalogus zijn er wereldwijd meer dan 200.000 single downloads verkocht.
Hij speelde vaak in The Hotel Cafe in Los Angeles. Hij reisde in 2006 met Tom McRae in 2006 als onderdeel van McRae's Hotel Cafe Tour naar Groot-Brittannië.
Purdy’s verschijning in bij het Wireless Festival in Leeds leidde tot een speciaal verzoek van The Who lid Pete Townshend en zijn vriendin Rachel Fuller om met hen in hun Acoustic In the Attic Series shows te komen spelen.

## Opnamen
Purdy’s opgenomen albums heten Stompingrounds, Julie Blue, Only Four Seasons, You Can Tell Georgia, Paris In The Morning, Canyon Joe en Take My Blanket and Go. Zijn eerste twee albums, Joe Purdy en Sessions from Motor Ave., zijn niet gelanceerd voor de verkoop.
You Can Tell Georgia is net buiten Londen opgenomen, direct na de Europese tour met Tom McRae. Paris in the Morning is een paar maanden later tijdens een kort bezoek aan Parijs.

## Televisie
Purdy bereikte een nieuw publiek door primetime televisie. Zijn liedje "Wash Away (Reprise)", van het album Julie Blue, was door J.J. Abrams gekozen voor een aflevering uit het eerste seizoen van de ABC's hitserie Lost.
Niet lang daarna werd Purdy's liedje "I Love the Rain" (ook van het album Julie Blue) gespeeld in ABC’s Grey's Anatomy, wat er toe leidde dat "The City" (van Only Four Seasons) toegevoegd werd aan de Grey's Anatomy soundtrack cd, die meer dan 150.000 keer werd verkocht. Daarnaast zijn er drie andere liedjes in afleveringen van Grey's anatomy te horen, "Suitcase" (van Only Four Seasons), "Can't Get It Right Today" (van You Can Tell Georgia) en meer recent "San Jose" (van Take My Blanket And Go).
Zijn liedje "Rainy Day Lament", van Stompingrounds, is te horen House M.D..

## Reclames
Purdy's "Can't Get It Right Today" wordt anno 2008 gebruikt in de Kia Spectra reclame.

## Discografie
- Joe Purdy (2001)
- Sessions From Motor Ave. (2002)
- Stompingrounds (2003)
- Julie Blue (2004)
- Only Four Seasons (2006)
- You Can Tell Georgia (2006)
- Paris in the Morning (2006)
- Live at Hotel Cafe 8/12/06 (2006)
- Canyon Joe (2007)
- Take My Blanket And Go (2007)
- Last Clock On The Wall (2008)
- This American (2010)

Purdy werkte mee aan de volgende albums -
- Grey's Anatomy Soundtrack (2005)
- Grey's Anatomy Soundtrack (2007)
- Peaceful Warrior Soundtrack (2006)